# お茶の振興に関する法律
お茶の振興に関する法律（おちゃのしんこうにかんするほうりつ、平成23年4月22日法律第21号）は、茶業およびお茶の文化の振興に関する日本の法律である。
議員立法により成立し、公布日に施行された。

## 概要
1. 目的
お茶に関する伝統と文化が国民の生活に深く浸透し、国民の豊かで健康的な生活の実現に重要な役割を担うとともに、茶業が地域の産業として重要な地位を占めている中で、近年、生活様式の多様化その他のお茶をめぐる諸情勢の著しい変化が生じていることに鑑み、茶業およびお茶の文化の振興を図るため、農林水産大臣による基本方針の策定について定めるとともに、お茶の生産者の経営の安定、お茶の消費の拡大およびこれに資するお茶を活用した食育の推進ならびにお茶の輸出の促進に関する措置、お茶の伝統に関する知識等の普及の措置等を講じ、もって茶業の健全な発展および豊かで健康的な国民生活の実現に寄与することを目的とする（第1条）。
2. 基本方針
農林水産大臣は、お茶の生産、加工または販売の事業およびお茶の文化の振興に関する基本方針を定める（第2条）。
3. 振興計画
都道府県は、基本方針に即し、当該都道府県における茶業およびお茶の文化の振興に関する計画を定めるよう努めなければならない（第3条）。
4. 生産者の経営の安定
国および地方公共団体は、お茶の生産者の経営の安定を図るため、茶園に係る農業生産の基盤の整備、茶樹の改植の支援、災害の予防の推進その他必要な施策を講ずるよう努める（第4条）。
5. 加工および流通の高度化
国および地方公共団体は、お茶の加工および流通の高度化を図るため、お茶の生産者による農業と製造業、小売業等の事業との総合的かつ一体的な推進を図り地域資源を活用した新たな付加価値を生み出す取組、中小企業者と農林漁業者との連携による事業活動に係る取組およびお茶の加工の事業を行う者による加工施設の整備に対する支援その他必要な施策を講ずるよう努める（第5条）。
6. 品質の向上の促進
国および地方公共団体は、お茶の品質の向上を促進するため、お茶の品質の向上に関する研究開発の推進およびその成果の普及、お茶の生産者および加工事業者による品質の向上のための取組への支援その他必要な施策を講ずるよう努める（第6条）。
7. 消費の拡大
  1. 国および地方公共団体は、お茶の消費の拡大を図るため、お茶の新用途への利用に関する情報の提供、研究開発の推進およびその成果の普及その他必要な施策を講ずるよう努める（第7条第1項）。
  2. 国および地方公共団体は、お茶を活用した食育の推進がお茶の消費の拡大に資することに鑑み、児童に対するお茶の普及活動への支援その他お茶を活用した食育の推進に必要な施策を講ずるよう努める（第7条第2項）。
8. 輸出の促進
国および地方公共団体は、海外市場の開拓等がお茶の需要の増進に資することに鑑み、お茶の輸出の促進に必要な施策を講ずるよう努める（第8条）。
9. お茶の文化の振興
国および地方公共団体は、お茶の文化の振興を図るため、お茶の伝統に関する知識等の普及その他必要な施策を講ずるよう努める（第9条）。
10. 顕彰
国および地方公共団体は、茶業およびお茶の文化の振興に寄与した者の顕彰に努める（第10条）。
11. 国の援助
国は、地方公共団体が振興計画に定められた施策を実施しようとするときは、当該施策が円滑に実施されるよう、必要な情報の提供、助言、財政上の措置その他の措置を講ずるよう努める（第11条）。